# Why Don't You & I
«Why Don't You & I» es el tercer sencillo grabado por la banda de rock Shaman, lanzado en 2003 por Arista Records. La canción fue regrabada en 2003 con la voz de Alex Band de The Calling , como el tercer sencillo en el Estados Unidos . Fue lanzado como el segundo sencillo en Canadá en el invierno de 2003. La versión de Chad Kroeger también fue lanzado junto con la versión Alex Band en el Estados Unidos.
A pesar de haber vuelto a grabar para un solo lanzamiento, la versión original es la que se jugó en estaciones de radio de Australia. La versión original también juega de vez en cuando en las emisoras de radio estadounidenses.

## Regrabación y lanzamiento
Cuando Arista quería lanzar el sencillo en el verano de 2003, Roadrunner Records, el sello discográfico de Nickelback, se negó el permiso citando preocupaciones que Kroeger que aparecen en un "alto perfil sencillo" comprometería la emoción por el lanzamiento en otoño de 2003 de Nickelback The Long Road y daño a las ventas del álbum de Nickelback. Kroeger Band, otro artista BMG recomienda, para volver a grabar las voces de la canción para la liberación sola. La versión Alex Band omite el instrumento de la guitarra puente , y también se incluyó lo último en Santana.

## Posicionamiento en lista
| Lista (2003)                                 | Posiciones |
| -------------------------------------------- | ---------- |
| Nueva Zelanda (Recorded Music NZ)            | 21         |
| Romania (Romanian Top 100)                   | 89         |
| U.S. Billboard Hot 100                       | 8          |
| U.S. Billboard Top 40 Tracks                 | 3          |
| U.S. Billboard Hot Adult Contemporary Tracks | 16         |
| U.S. Billboard Adult Top 40                  | 1          |